# باتريثيا مورينو سانتشيث
باتريسيا مورينو سانتشيز (بالإسبانية: Patricia Moreno Sánchez، ولدت في 7 يناير 1988، مدريد، إسبانيا) لاعبة جمباز الفني إسبانية.
حصلت على الميدالية البرونزية في دورة الألعاب الأولمبية الصيفية عام 2004 في أثينا.

## إنجازاتها

### الألعاب الأولمبية الصيفية
- 2004 أثينا  اليونان:  ميدالية برونزية في جهاز الحركات الأرضية (Floor exercise).

## روابط خارجية
- باتريثيا مورينو سانتشيث على موقع الاتحاد الدولي للجمباز (licence) (الإنجليزية)
- باتريثيا مورينو سانتشيث على موقع الاتحاد الدولي للجمباز (biography) (الإنجليزية)
- باتريثيا مورينو سانتشيث على موقع اللجنة الأولمبية الدولية (الإنجليزية)
- باتريثيا مورينو سانتشيث على موقع أوليمبيديا (الإنجليزية)